# Bea Benaderet
Bea Benaderet (ur. 4 kwietnia 1906, zm. 13 października 1968) – amerykańska aktorka filmowa, telewizyjna i głosowa.

## Filmografia
seriale
- 1950: The Jack Benny Program jako Gertrude
- 1950: The George Burns and Gracie Allen Show
- 1958: 77 Sunset Strip jako Mary Field
- 1963: Petticoat Junction jako Kate Bradley

film
- 1946: Osławiona jako Urzędniczka w archiwum
- 1952: The First Time jako Pani Potter
- 1959: Pluderers of Painted Flats jako Ella Heather
- 1962: Czuła jest noc jako Pani McKisco

głosy
- 1940: Confederate Honey jako Karmazynowy O'Hairoil
- 1943: Pigs in a Polka jako Druga mała świnka
- 1945: A Gruesome Twosome jako Kocica
- 1954: Goo Goo Goliath jako Ethel
- 1960: Flintstonowie jako Betty Rubble

## Nagrody i nominacje
Została dwukrotnie nominowana do nagrody Emmy, a także posiada gwiazdę na Hollywoodzkiej Alei Gwiazd.